# Lewedia

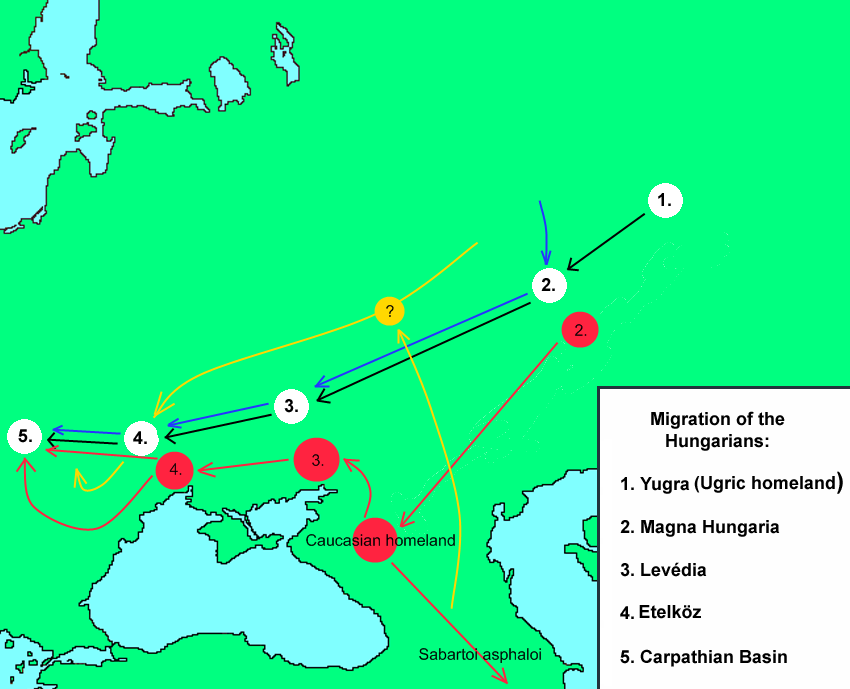
Szlak wędrówki Węgrów do basenu Karpat

Lewedia (Lebedia) – bizantyjska nazwa krainy między dolnym Dnieprem, a Donem (lub Dońcem, a Donem), w której zamieszkiwali Węgrzy od połowy VIII do połowy IX w. n.e. Była to kolejna tymczasowa kraina na drodze Węgrów zmierzających do basenu Karpat. Nazwa pochodzi od jednego z przywódców, którego nazywano Levedi.
Podczas pobytu w tej krainie Węgrzy wchodzili w skład związku plemion koczowniczych, któremu przewodził kaganat Chazarów. W niej miał nastąpić również podział Węgrów na 7 plemion: Nyék, Megyer, Kürt-Gyarmat, Tarján, Jenö, Kér i Keszi.
Około 830-870 r. Węgrzy opuścili Lewedię i przenieśli się na zachód do tzw. Etelköz. Przyczyną była wojna domowa w państwie Chazarów, w której Węgrzy prawdopodobnie brali udział. W migracji towarzyszyły im 3 plemiona zbuntowanych chazarskich Kabarów (Chabarowie, Kawarowie, Kowarzy).